# Копа (Аксуський район)
Ко́па (каз. Қопа) — село у складі Аксуського району Жетисуської області Казахстану. Входить до складу сільського округу Барлибека Сирттанова.
Населення — 408 осіб (2021; 579 у 2009, 765 у 1999, 1551 у 1989).